# Дубайський акваріум та зоопарк підводних тварин
Дуба́йський аква́ріум та зоопа́рк підво́дних твари́н (англ. Dubai Aquarium and Underwater Zoo) — розташований у торговельно-розважальному центрі Дубай Молл (англ. Dubai mall), м. Дубай, Об'єднані Арабські Емірати. Занесений до Книги рекордів Гіннеса як акваріум із найбільшою суцільною скляною панеллю.

## Опис
Акваріум та зоопарк розташовані в найбільшому на Близькому Сході торговельно-розважальному центрі Дубай Молл.

### Акваріум

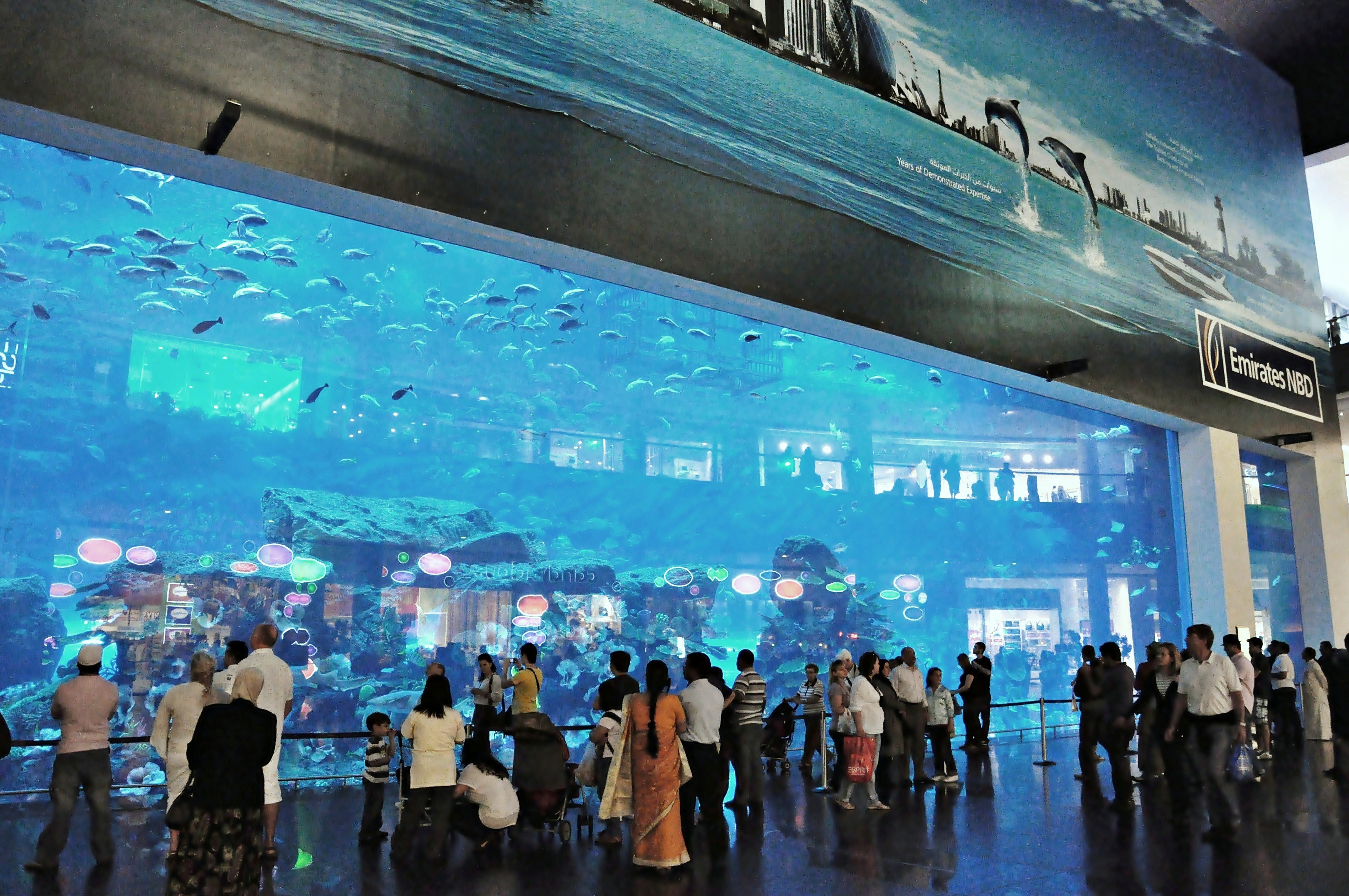
Передня панель акваріума

Об'єм акваріума становить 10 млн л. Його розміри: довжина — 51 м, ширина — 20 м, глибина — 11 м, вага — 245,614 кг. Передня суцільна скляна панель акваріума становить 32,88 м у ширину і 8,3 м у висоту, цей факт був занесений у 2010 р. до Книги рекордів Гіннеса. Попередній рекорд належав акваріуму в м. Окінава, Японія (англ. Churaumi Aquarium in Okinawa) — 22,5 м на 8,2 м.
Передня панель є доступною для огляду всіма відвідувачами торговельно-розважального комплексу. Із близької відстані за рибами можна також вільно спостерігати через скло акваріума на 2-му поверсі.
В акваріумі мешкає 33 тис. водних тварин. Серед них акули, скати та інші види морських риб.
Акваріум має підводний скляний тунель, до якого можна потрапити, придбавши вхідний квиток. Довжина тунелю становить 48 м.

### Зоопарк
Зоопарк підводних тварин розташований на 2-му поверсі торгово-розважального центру. Він складається з трьох зон: «Тропічний ліс», «Скелястий берег» і «Життя океану» та містить 40 окремих акваріумів та інші експозиції. Тут можна побачити велику кількість різних видів риб (піранії, крилатка смугаста, бризкун, морський коник, арапаїма, веслоніс північноамериканський, різноманітні цихліди ті інші). Експозиція також містить різноманітних плазунів (хамелеони, ящірки, гекони, змії, крокодили). Численними є безхребетні тварини: медузи, водяні огірки, молюски (наутилус), комахи (таргани) та інші членистоногі (краби, павуки, скорпіони, багатоніжки). Окремо мешкають перуанські пінгвіни. Ссавці представлені видрами та ондатрами.

## Режим роботи та вартість квитків
У робочі дні (неділя — середа): з 10.00 до 22.00
У вихідні дні (четвер — субота): з 10.00 до 12.00.
Передня панель акваріума є доступною для огляду всіма відвідувачами торгово-розважального центру. Вартість базового квитка становить 70 дирхамів та включає проходження підводним скляним тунелем акваріума, а також огляд експозиції зоопарку. За окрему плату охочі можуть здійснити занурення до акваріума з аквалангом та навіть погодувати його мешканців.

## Галерея

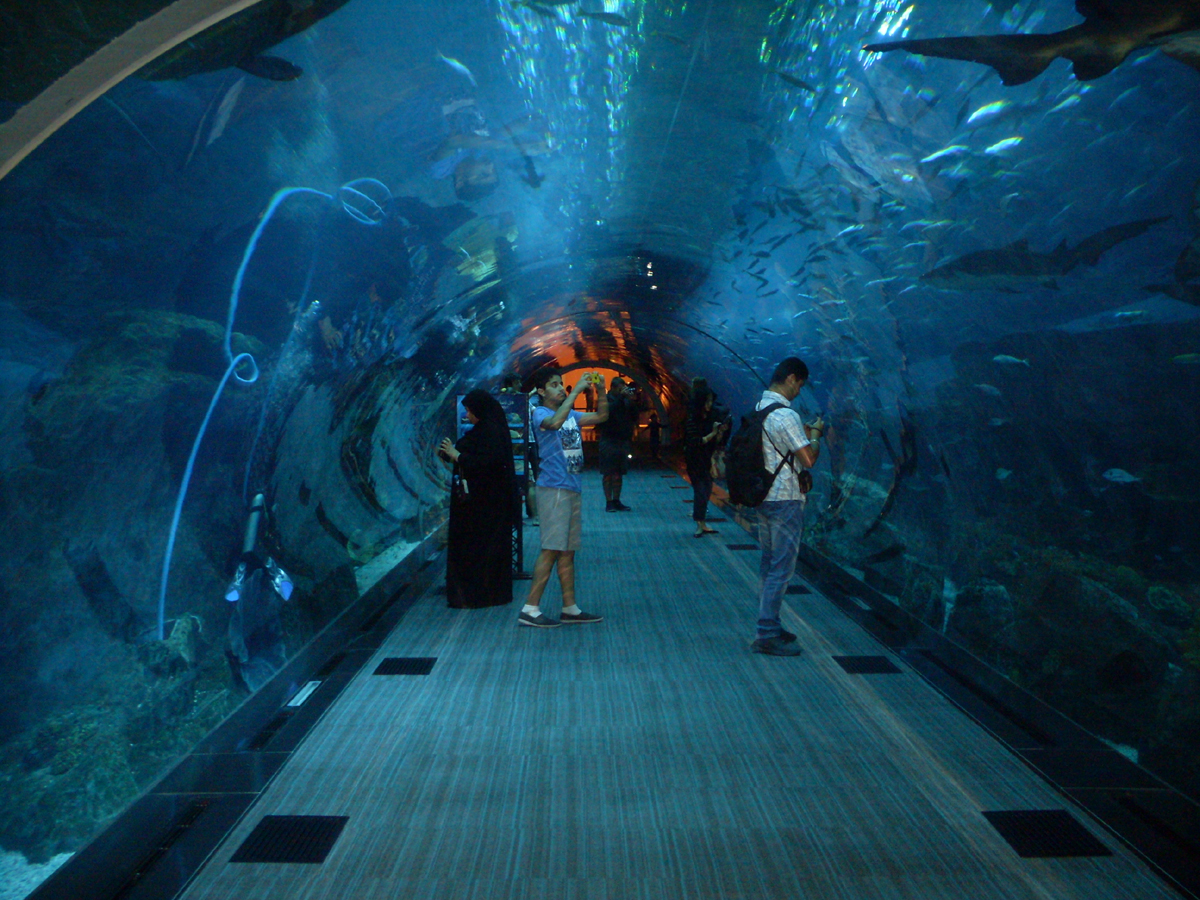
Скляний тунель в акваріумі
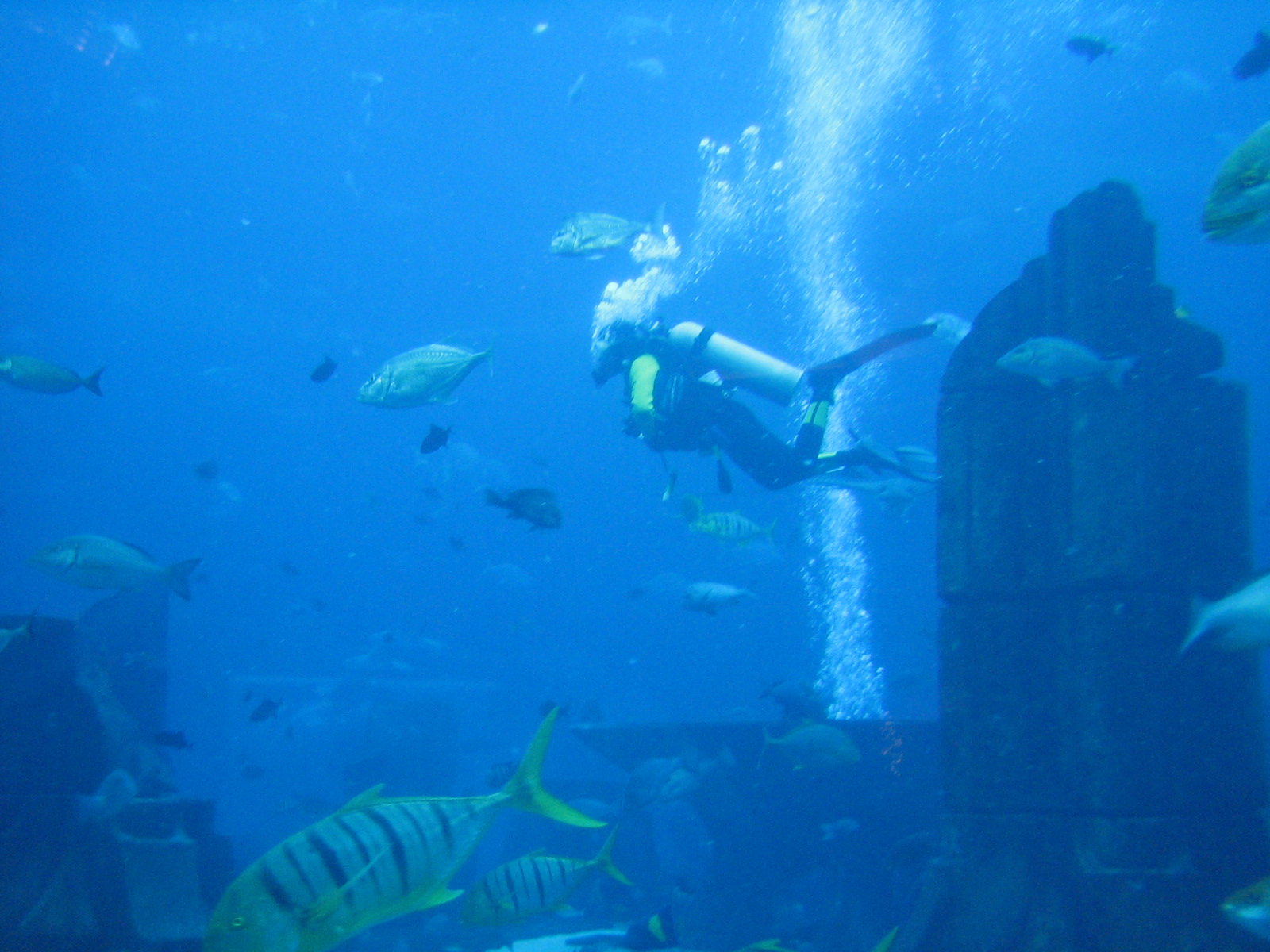
Аквалангіст в акваріумі
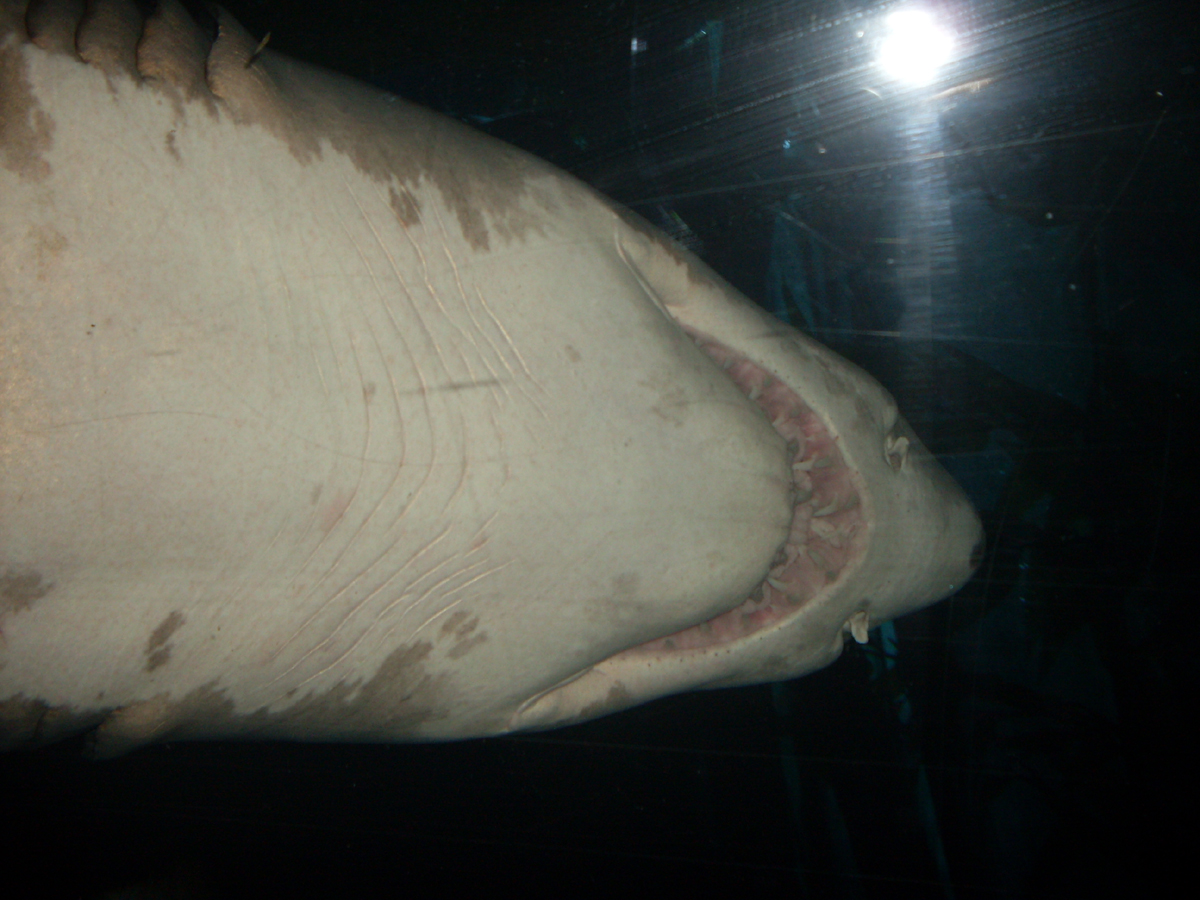
Акула, вигляд зі скляного тунелю
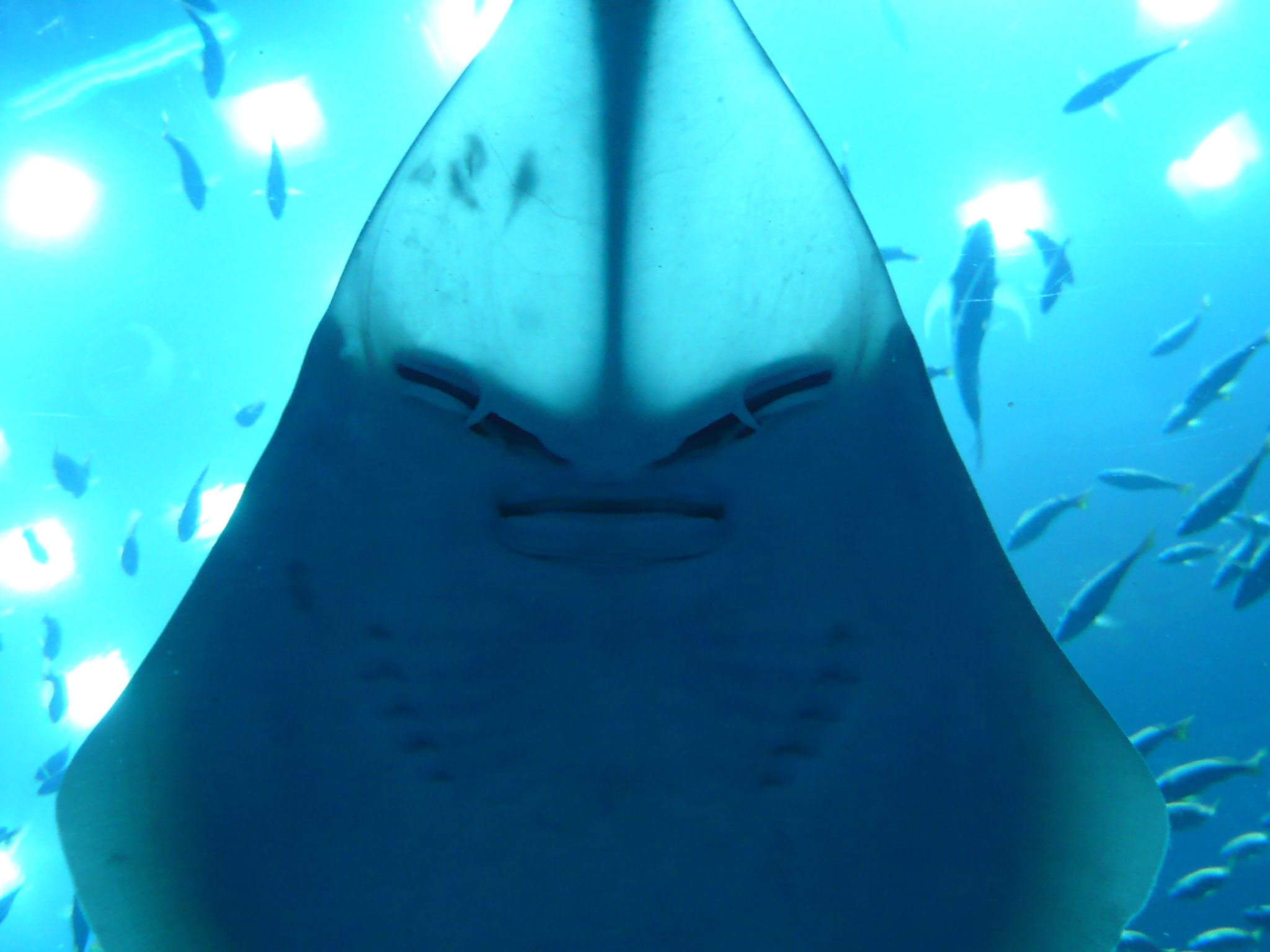
Скат, вигляд зі скляного тунелю
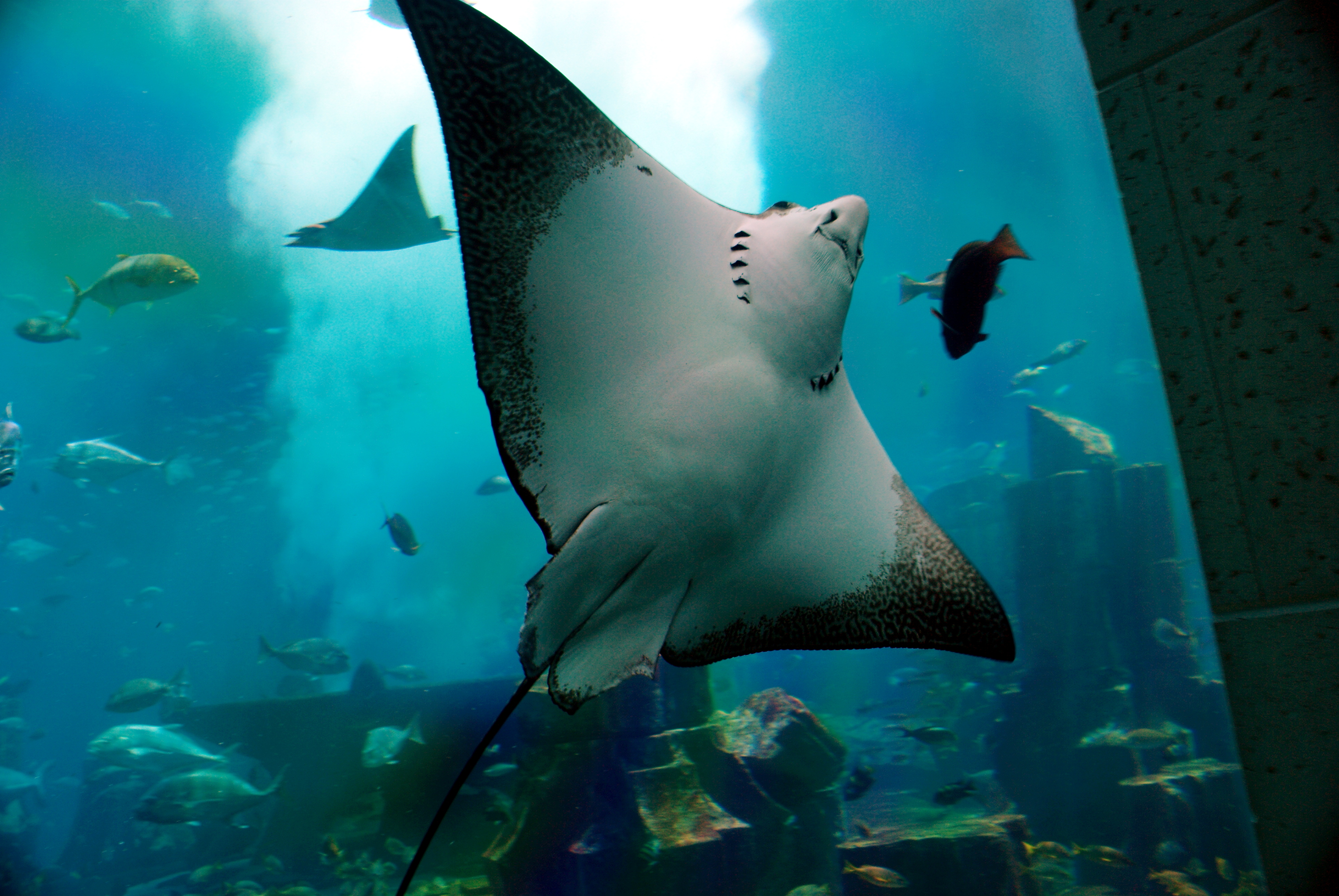
Скат
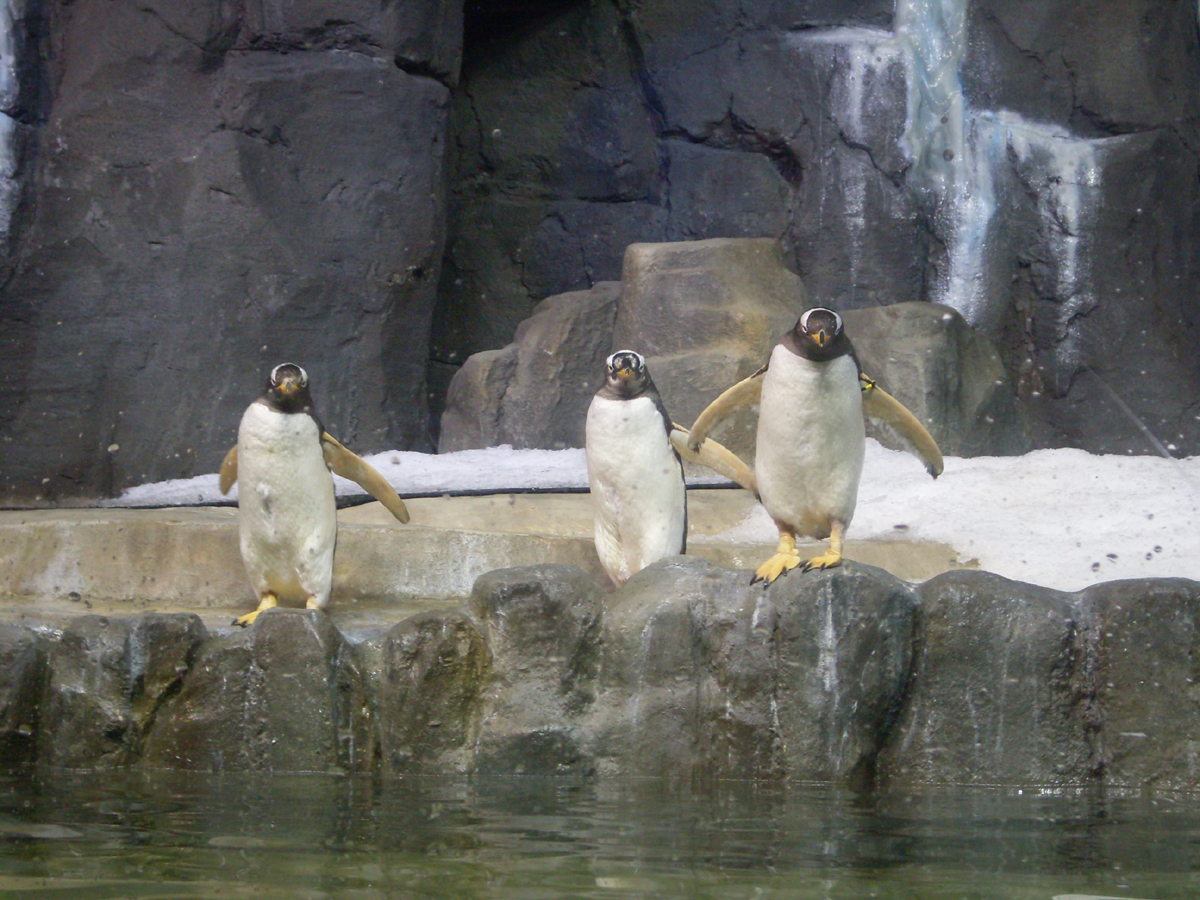
Пінгвіни в зоопарку
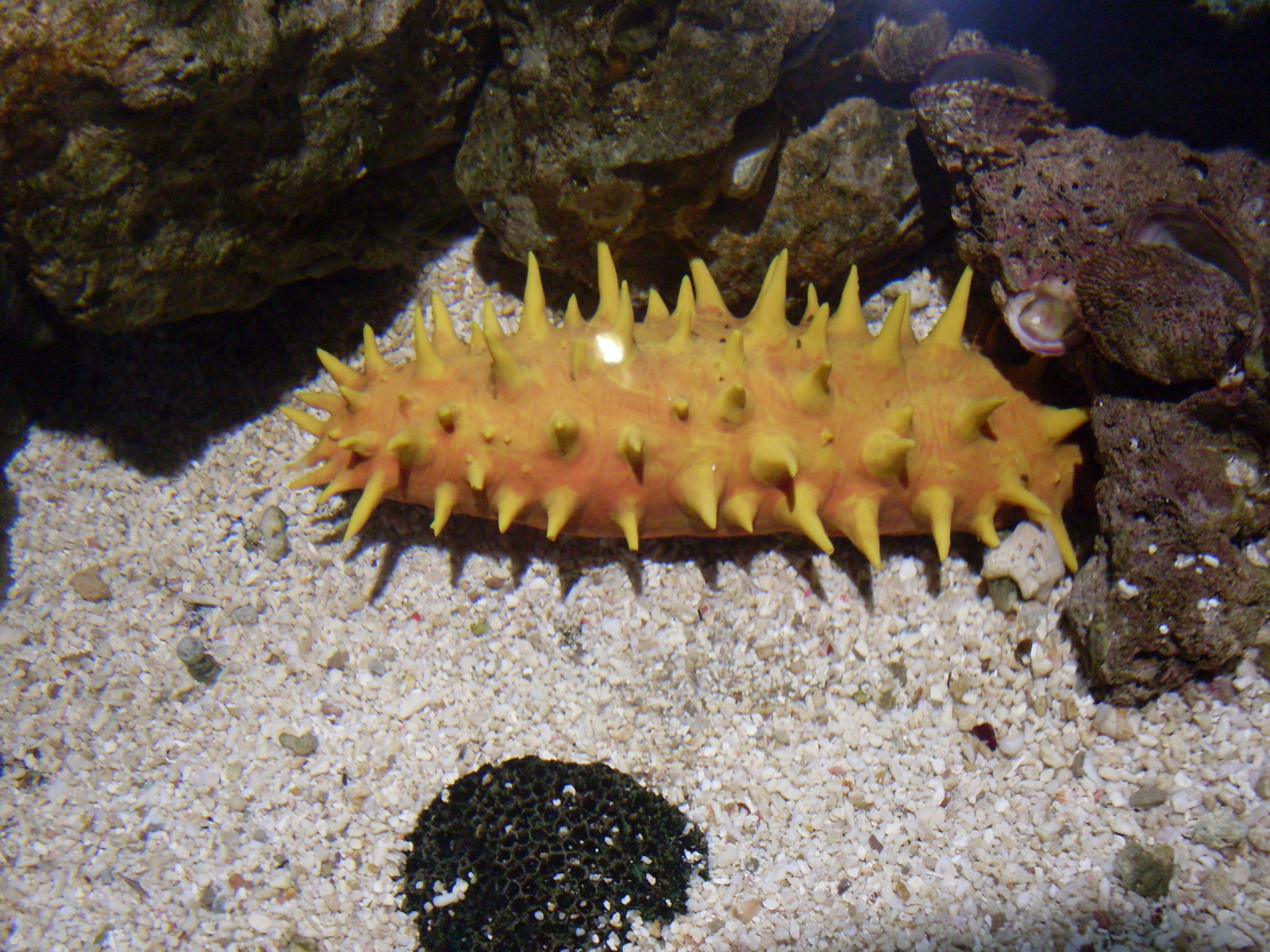
Морський огірок
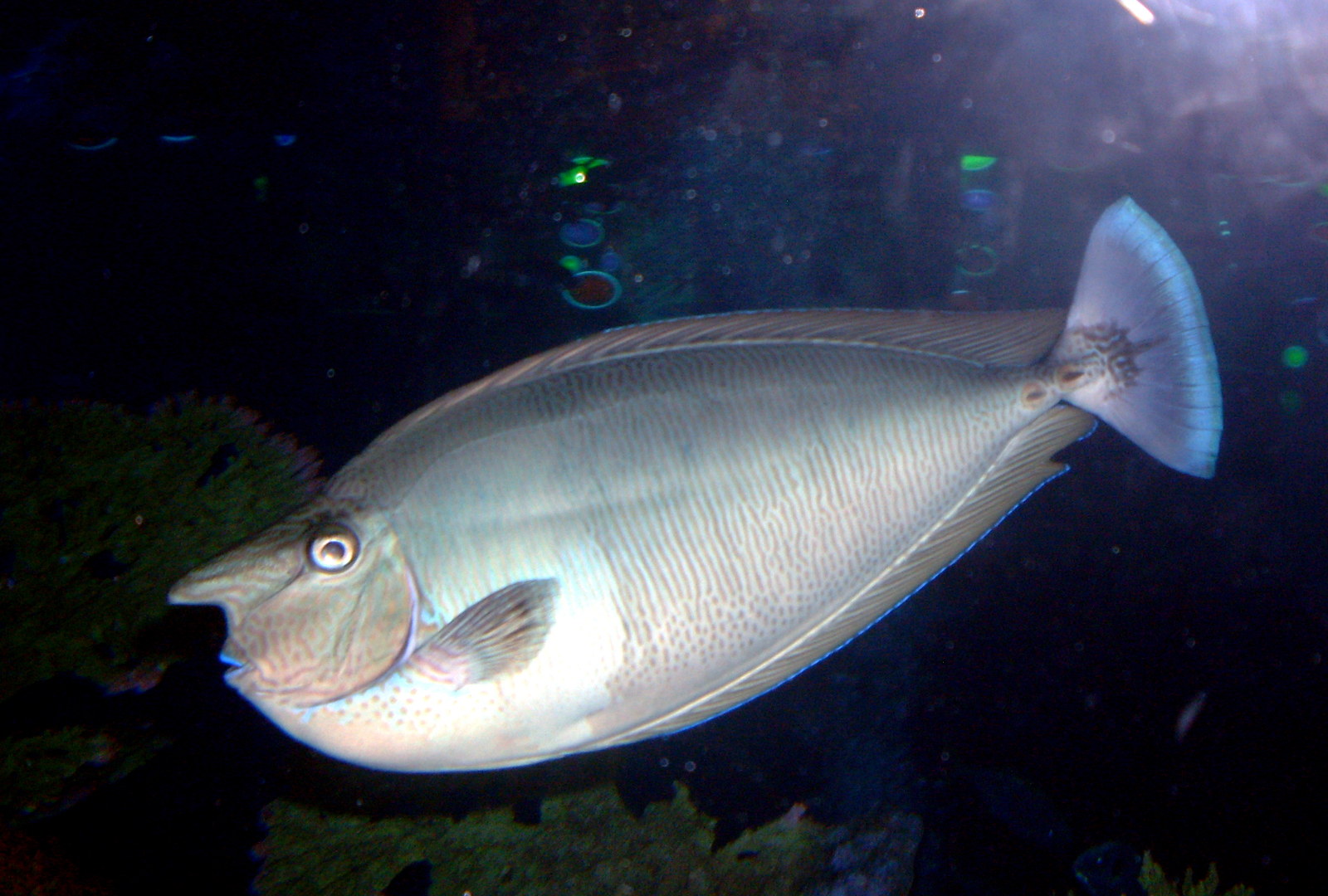
Риба-єдинорог, р. Naso